# Kunstakademie (Dresda)

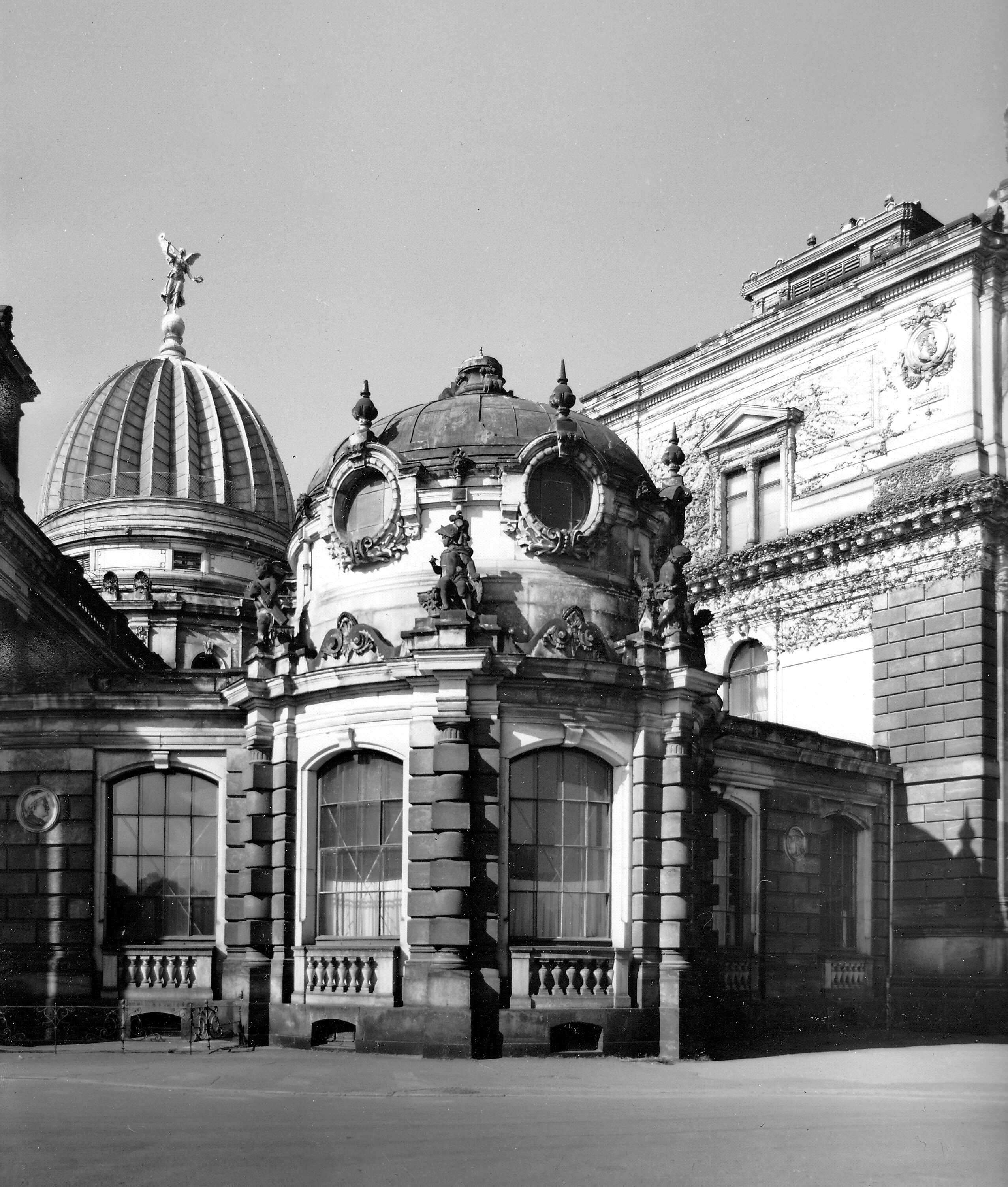
Brühlsche Terrasse, parte dell'accademia dell'arte.

La Kunstakademie (Accademia d'arte, in realtà Lipsiusbau o anche edificio Lipsius), è un complesso di edifici sede dell'istituto di istruzione superiore e sede museale a Dresda. È la sede dell'Accademia di belle arti di Dresda (HfBK). L'edificio sulla Brühlsche Terrasse fu costruito, dal 1887 al 1894, secondo i progetti dell'architetto Constantin Lipsius, nello stile dello storicismo, per la Königliche Kunstakademie, un'istituzione precedente di questa università, motivo per cui il nome dell'accademia d'arte divenne naturale per l'intero edificio. 
Una parte più piccola dell'edificio Lipsius era un'area espositiva della Saxon Art Association fino a quando non fu in gran parte distrutta dalle incursioni aeree su Dresda nel 1945 e ospita le Collezioni d'arte statali di Dresda dalla sua riapertura, nel 2005, come galleria d'arte. In vernacolo di Dresda ci si riferisce alla cupola di vetro dell'edificio, incoronata da una figura della Fama, sotto la quale si trova anche una sala espositiva, come spremilimoni, data la sua forma. 
La sontuosa decorazione della scultura dell'edificio è insolita, in particolare la facciata nord che si affaccia sull'Elba, con numerosi rilievi in arenaria e figure parzialmente dorate. Mostrano motivi della storia dell'arte e della cultura europea, dall'antica mitologia greca ai primi maestri moderni. L'esterno è sempre visibile, mentre l'interno dell'università è accessibile ai visitatori solo nell'ambito di mostre e altri eventi.

## Posizione

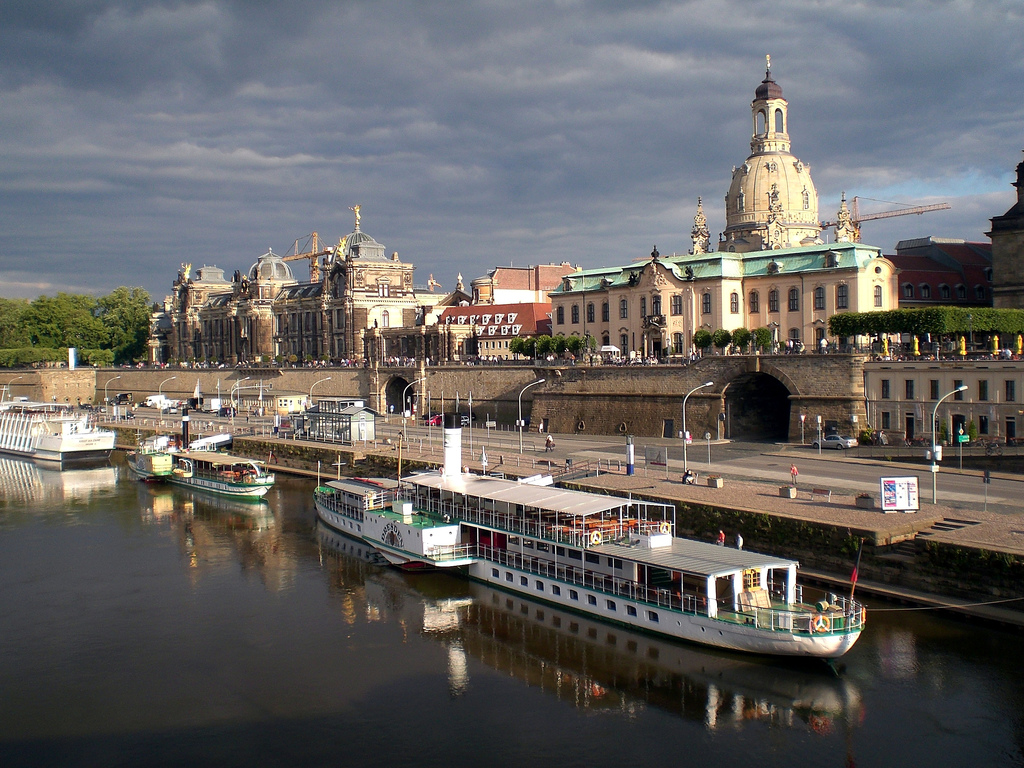
L'Accademia d'arte (a sinistra) nell'Ensemble Brühlsche Terrasse - a destra la scuola secondaria, dietro di essa la Frauenkirche, di fronte alla terrazza con gli ormeggi della nave a vapore sassone sull'Elba

L'accademia d'arte si trova nella parte nord-est della città interna ed è uno degli edifici che definiscono la città vecchia sulle rive dell'Elba. Si trova tra Brühlsche Terrasse, il Balcone d'Europa a nord, Georg-Treu-Platz a est, An der Frauenkirche a sud e Münzgasse a ovest. Adiacenti sono la riva della terrazza con gli ormeggi della nave a vapore sassone a nord, il Brühlsche Garten a est, l'Albertinum con la Galerie Neue Meister e la Collezione di sculture di Dresda a sud-est, il Coselpalais a sud, la barocca Frauenkirche a sud-ovest, edifici residenziali e commerciali lungo Münzgasse e la scuola secondaria a ovest.

## Descrizione dell'edificio
L'accademia d'arte è un edificio monumentale con diverse ali e un aspetto molto differenziato e complesso. Presenta un notevole esempio dello storicismo di fine Ottocento con un conglomerato di stili che vanno dal neo-rinascimentale, al neo-barocco e al manierismo francese. Particolarmente suggestivi sono la facciata principale, riccamente decorata, sulla Brühlschen Terrasse e la cupola in vetro. 

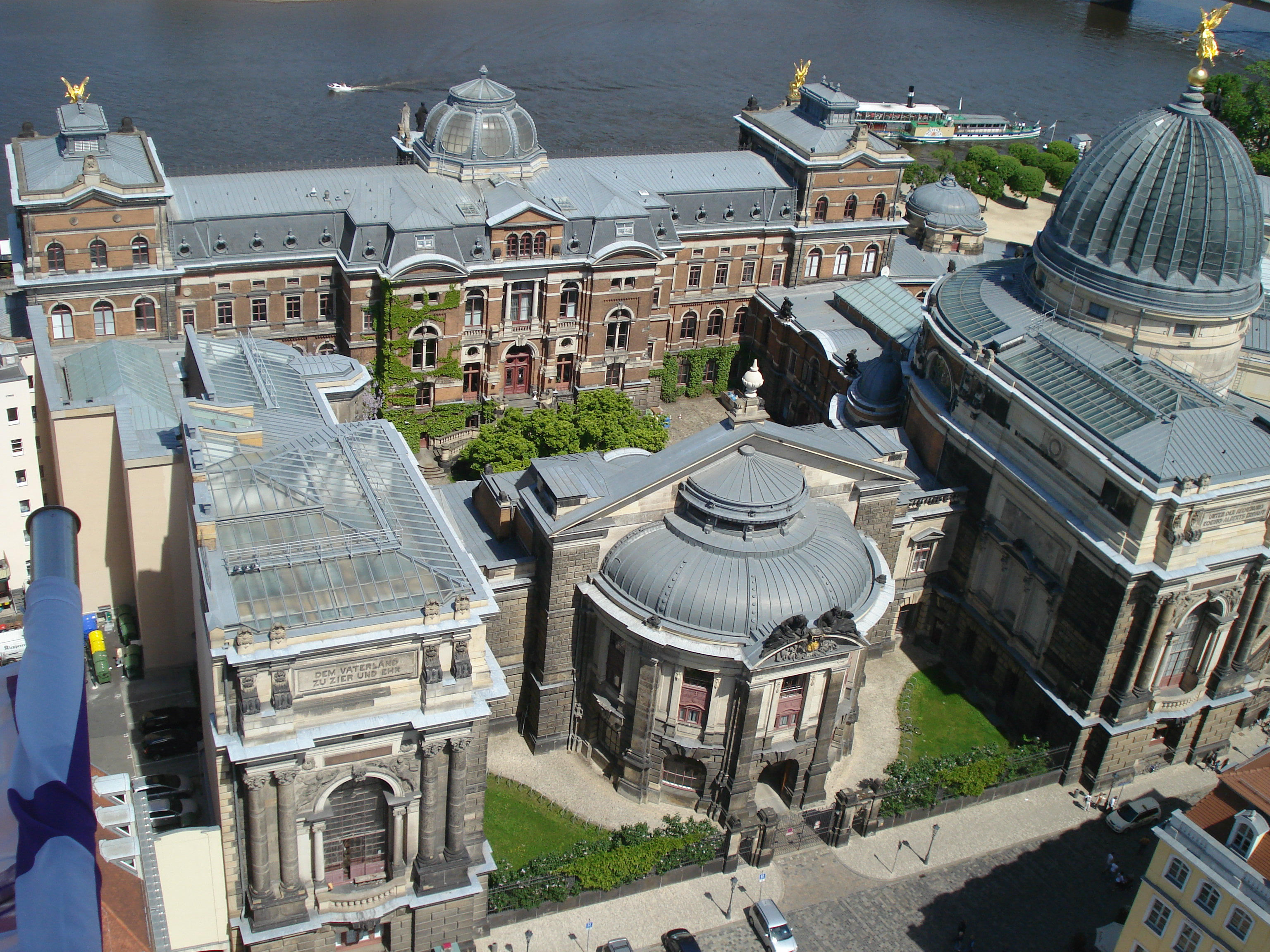
La scuola di belle arti sulla Brühlschen Terrasse vista dalla Frauenkirche

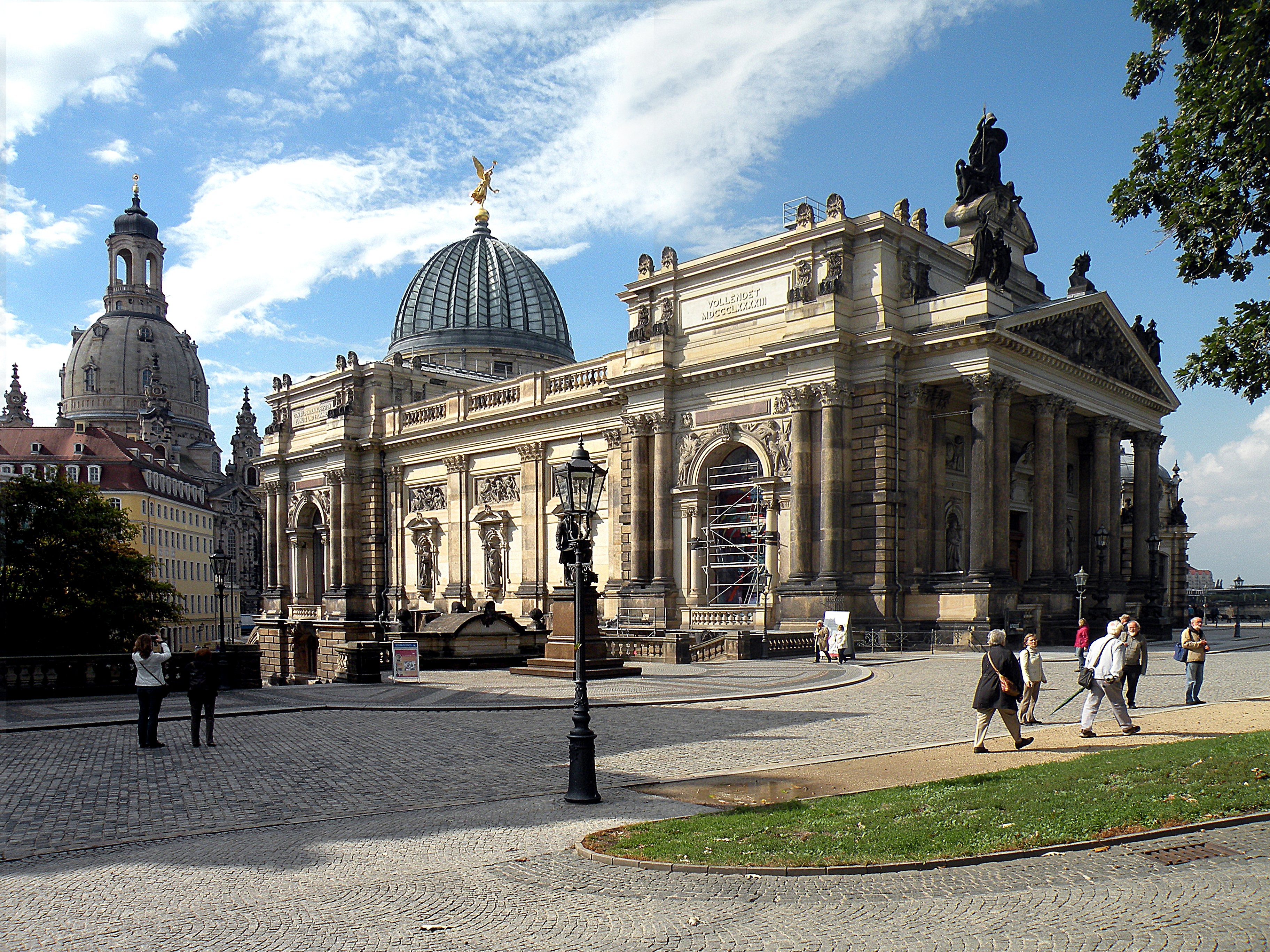
Galleria d'arte nell'edificio Lipsius, a sinistra il Coselpalais con dietro la Frauenkirche

La parte centrale dell'edificio è un sistema a quattro ali, di circa 1.070 m2 che racchiude un ampio cortile interno, attorno al quale sono raggruppate le aule. La facciata principale dell'ala nord sulla, Brühlsche Terrasse, è divisa in due piani e da undici lesene. Le finestre occupano una vasta area, per dar luce agli ampi studi di pittura siti all'interno. Le paraste strutturano le superfici delle pareti tra di loro. Una cornice completa la parte superiore. 
Sull'avancorpo centrale, l'asse è incoronato da una cupola di vetro, con doppie colonne corinzie, su alti piedistalli, che fiancheggiano il portale principale. I due assi esterni sono progettati come avancorpi angolari a tre piani ornati con doppie colonne corinzie e segnano i punti in cui le due ali trasversali si uniscono alla parte posteriore. Le ali trasversali conducono dal nord all'ala meridionale, che si trova nelle immediate vicinanze della Frauenkirche. Un padiglione - parte semicircolare dell'edificio con una cupola appiattita - è sporgente e ospita la sala di anatomia.
Il sistema a quattro ali, ad est è collegato alla Kunsthalle nell'edificio Lipsius, un'altra parte essenziale dell'edificio, ma sfalsata di circa 45 gradi. Ciò è dovuto alla pianificazione urbana, perché le fortificazioni di Dresda sulla Jungfernbastei piegano a sud-est e anche la parte anteriore di questa porzione dell'edificio dovette allinearsi. Questo fronte nord-orientale è stato progettato sotto forma di portico. Quattro coppie di colonne corinzie reggono un timpano triangolare con figure in altorilievo. La facciata sud-est mostra due storie nello stile del neorinascimento. 
Dove si incontrano l'ala sud, l'ala trasversale est e l'ala della galleria d'arte, si trova la sala espositiva ottagonale Oktogon. La cupola principale, caratteristica con tetto in vetro (colloquialmente nota come "spremiagrumi" per la sua forma), si trova proprio sopra. Un cortile triangolare è racchiuso tra l'ala trasversale est, l'ala con la galleria d'arte e un edificio di collegamento che prosegue da nord ad est verso la galleria d'arte. A ovest, l'ala nord dell'edificio continua nella sala della pittura che ora funge da Galleria d'arte. 

### Gioielli della facciata

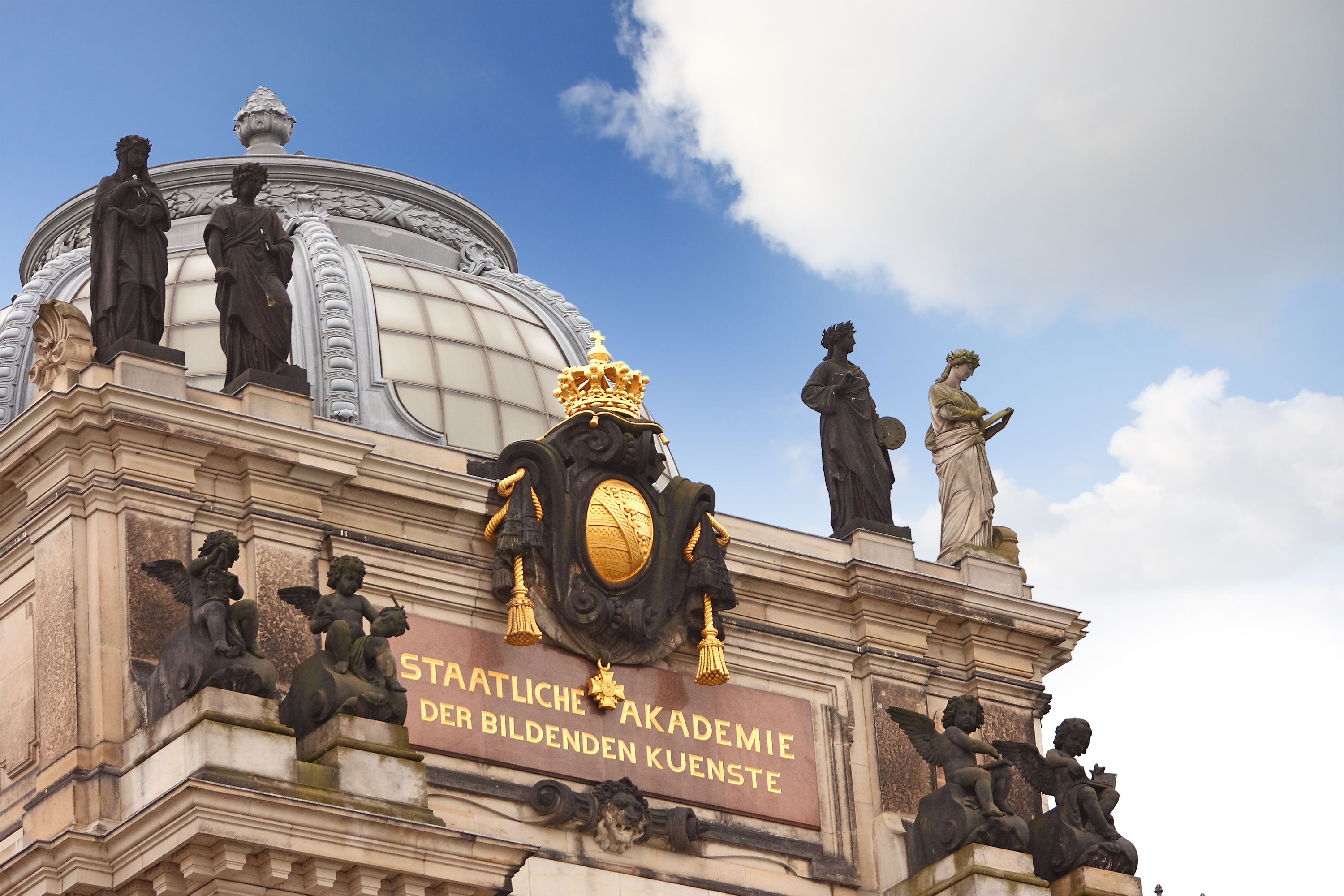
Gioielli architettonici sopra il portale principale: sul parapetto le arti personificate di architettura, scultura, pittura e incisione su rame

L'accademia d'arte è caratterizzata da una decorazione estremamente ricca delle sue facciate con immagini ornamentali e gioielli architettonici. La maggior parte degli scultori di Dresda hanno partecipato alla sua realizzazione. Le opere degli allora professori dell'Accademia, Johannes Schilling e Robert Henze, sono particolarmente importanti. Oltre ai già nominati hanno partecipato anche altri professori come Heinrich Epler e Hermann Hultzsch. Una caratteristica fondamentale della facciata è l'uso creativo di diversi tipi di arenaria dell'Elba. Mentre la base e le figure sono costituite di arenaria più scura, spiccano le superfici delle pareti e le cornici delle finestre in arenaria più chiara.
Sul parapetto dell'avancorpo centrale si trovano, da sinistra a destra, le allegorie, alte quasi tre metri, dell'architettura e della scultura, create da Ernst Hähnel, oltre a quelle della pittura e dell'incisione, create da Carl Röder, da sinistra a destra. Come variante di questo tema, quattro cherubini alati, creati da Richard Schnauder, siedono sotto di loro, progettando, scolpendo, dipingendo e disegnando. Uno stemma con una corona d'oro chiude l'asse centrale. 

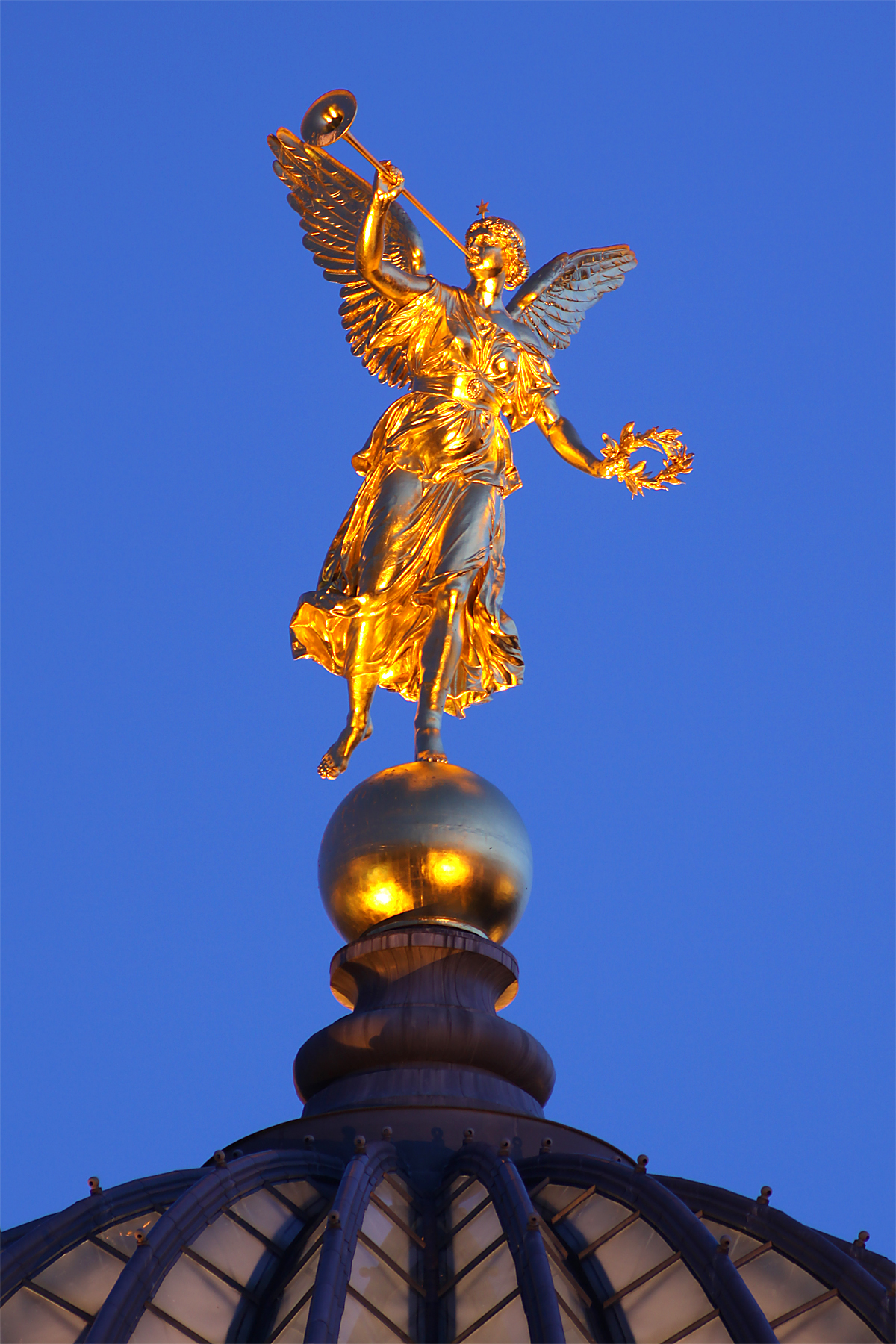
La Fama in cima allo spremilimoni

Un nastro di arenaria con elementi vegetali incornicia il portale principale sottostante. L'antichità classica è raffigurata a sinistra sopra la porta d'ingresso con una piccola statua di Zeus con una corona di alloro nella mano sinistra. La sua controparte, sul lato opposto, incarna l'arte cristiana e i tempi moderni, in particolare il Rinascimento, e presenta una fronda di palma nel braccio destro e un ritratto in quello sinistro, su cui si può riconoscere la Madonna Sistina - la famosa opera di Raffaello esposta nella Gemäldegalerie Alte Meister di Dresda. Nel mezzo, in cima al portale, c'è un rilievo del genio personificazione dell'arte. 

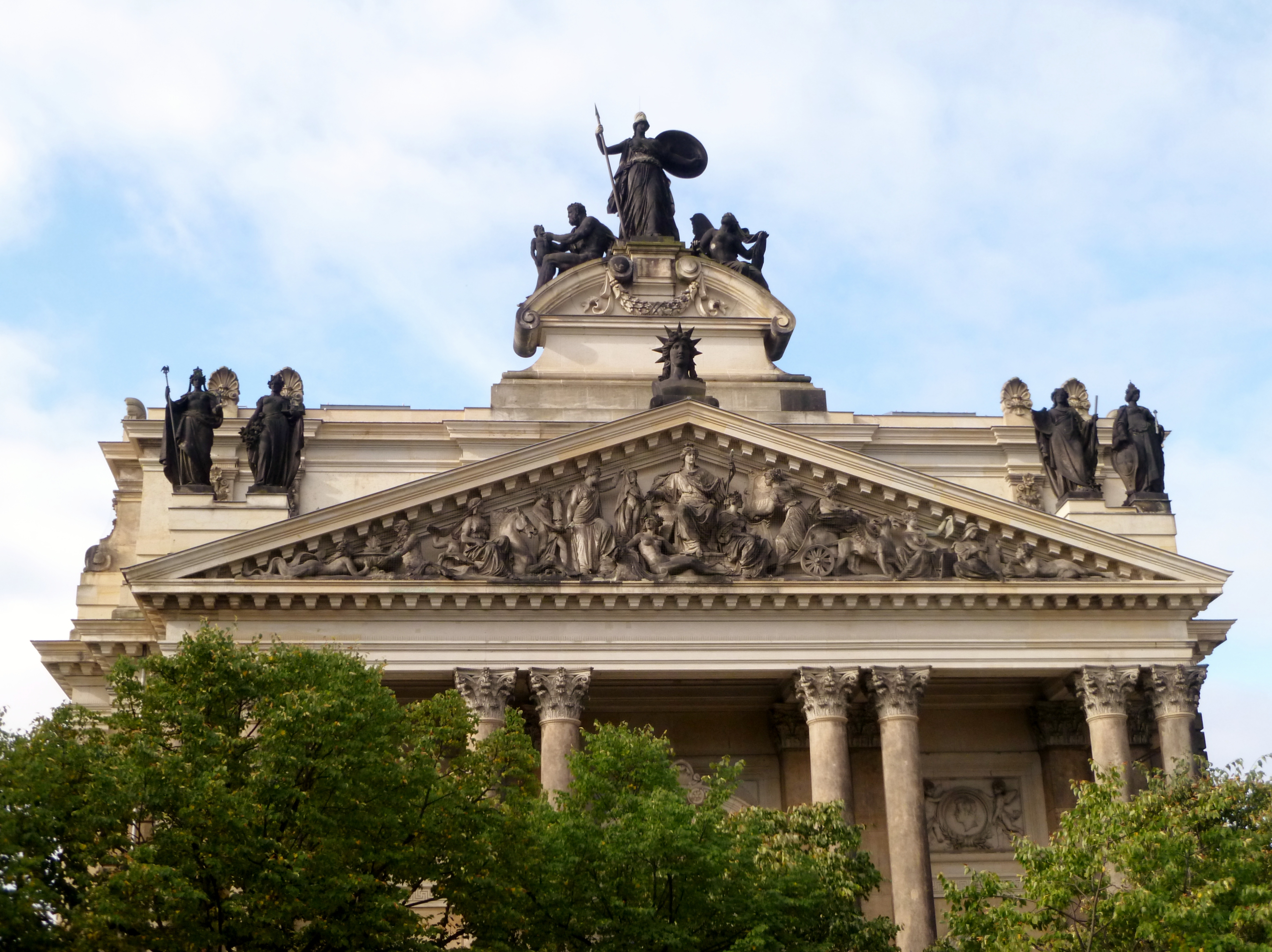
Frontone triangolare e decorazioni a figure sul portico della Kunsthalle

Il programma iconografico sulla facciata nord prosegue su entrambi i lati dell'avancorpo centrale: ad est di esso  - a sinistra di chi guarda - con temi antichi e occidentali. A destra con temi del primo periodo moderno, in singoli casi anche del tardo Medioevo. Nomi di artisti importanti sono incisi con caratteri dorati sopra le sporgenze delle finestre superiori sulla facciata nord. Partendo dall'angolo est la statua dello scultore Fidia, continuando da sinistra a destra con altri antichi greci:  l'architetto Ictino e gli scultori Prassitele, Policleto e Lisippo. Dopo l'avancorpo mediano, seguono importanti artisti dell'inizio dei tempi moderni: Erwin von Steinbach, Lionardo, Michelangelo, Raffaello e, all'angolo occidentale Albrecht Dürer. 

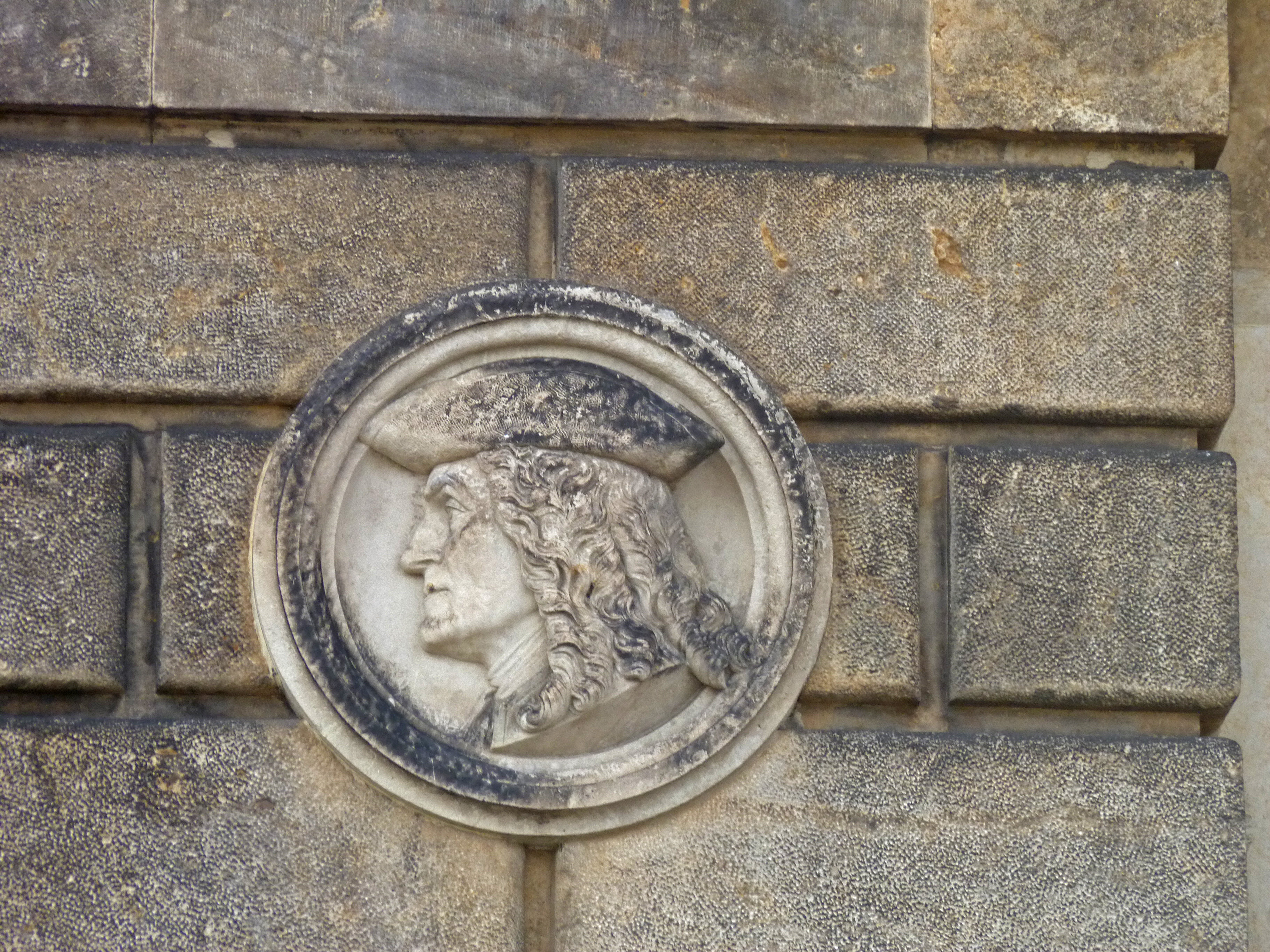
Medaglione ritratto di Matthäus Daniel Pöppelmanns

Ulteriori decorazioni della facciata si trovano nella parte superiore: la testa ritratto di Omero si trova nell'apice della finestra superiore nell'angolo orientale. L'antico poeta è affiancato dalla dea primordiale e dalla personificazione della terra, Gea, e dal dio del mare Poseidone. Gea tiene in mano una cornucopia e davanti a lei c'è una mucca come antico simbolo di fertilità. Poseidone regge un tridente con un pesce ai suoi piedi. La controparte di Omero, sull'angolo occidentale, è il poeta Dante Alighieri. La testa di Dante è affiancata da una donna simile ad un angelo che si libra sopra una falce di luna come un'allegoria del paradiso e un Satana alato con serpenti come allegoria dell'inferno. Le figure su entrambi gli avancorpi possono anche essere interpretate come i quattro elementi: terra (Gea), acqua (Poseidone), aria (allegoria celeste) e fuoco (allegoria infernale). 
Esistono tre figure dorate in rame di Robert Henze. La più nota di queste è la Fama alta 4,8 metri e pesante di 1,7 tonnellate in cima allo spremilimoni. Hermann Heinrich Howaldt di Braunschweig iniziò la sua esecuzione ma morì, nel 1891, cadendo dalle impalcature e Paul Rinckleben, di Dresda, completò i lavori nel 1893. La corona d'alloro della Fama indica la fama dell'artista. Sull'angolo est della facciata nord è Eros, il dio dell'amore. La sua controparte nell'angolo occidentale è Fantaso, il dio dei sogni. Inoltre, dieci medaglioni in rilievo sono collegati all'edificio, ad esempio: Bramante, Holbein, Pöppelmann e Rubens, nonché Eschilo, Sofocle, Euripide, Lessing, Goethe e Schiller. 
Oltre a quelli sulla base centrale, sulla facciata nord sono visibili altri putti di Otto Panzner, August Herzig, Hans Hartmann-MacLean e Friedrich Offermann: da un lato quattro figure di bambini sul cornicione del padiglione rotondo nella struttura di collegamento tra l'ala nord e la galleria d'arte. Si riferiscono a diverse epoche architettoniche - antichità greca, antichità romana, Medioevo gotico e Rinascimento. Altri cinque putti si trovano sull'ala della sala della pittura, la punta occidentale dell'accademia d'arte. Rappresentano diversi tipi di pittura: paesaggi, nudi, costumi, animali e ritratti.
Il lato sud, rivolto verso la Frauenkirche, è significativamente meno decorato rispetto al lato frontale rivolto verso l'Elba. Sopra l'entrata meridionale si trovano le figure di arenaria della sera (a sinistra) e del mattino, sul timpano, che possono anche essere interpretate come un maestro e il suo allievo, create da Oskar Rassau. Le figure sopra gli archi delle finestre dei padiglioni a sinistra e a destra dell'ingresso meridionale sono allegorie di zelo e dubbio, nonché duro lavoro e pazienza. Sul lato sinistro è la scritta "DEM VATERLAND ZU ZIER UND EHR“, e a destra "UNTER DER REGIERUNG KOENIG ALBERTS ERBAUT“. Sul lato sud-est c'è la scritta "VOLLENDET MDCCCLXXXXIII", che rappresenta l'anno 1893. 
Anche la facciata dell'edificio espositivo è riccamente decorata. In particolare, il timpano centrale e gli alti timpani sono stati progettati in modo elaborato.

## Storia

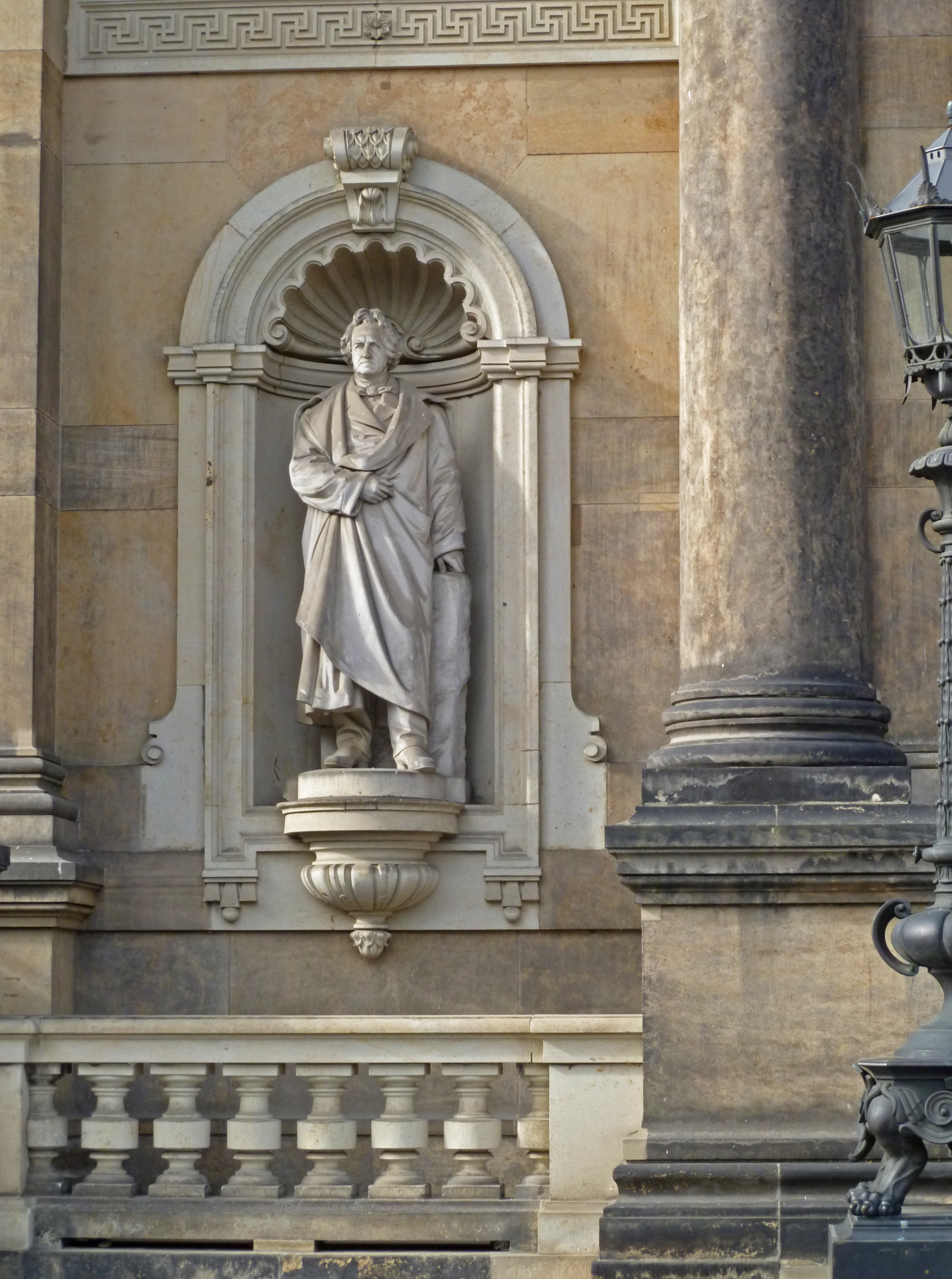
Statua di Christian Daniel Rauch di Hermann Hultzsch, intorno al 1893

La Dresdner Kunstakademie, una delle due istituzioni precedenti dell'attuale Accademia delle Belle Arti di Dresda, fu fondata nel 1764 come "Accademia generale d'arte di pittura, scultura, architettura e incisione". Era situata nella casa di Fürstenberg, molto vicina alla posizione attuale. Dal 1791 al 1895 l'Accademia d'arte fu ospitata nella biblioteca di Brühl. La vicina Brühlsche Galerie veniva usata per mostre accademiche d'arte. 

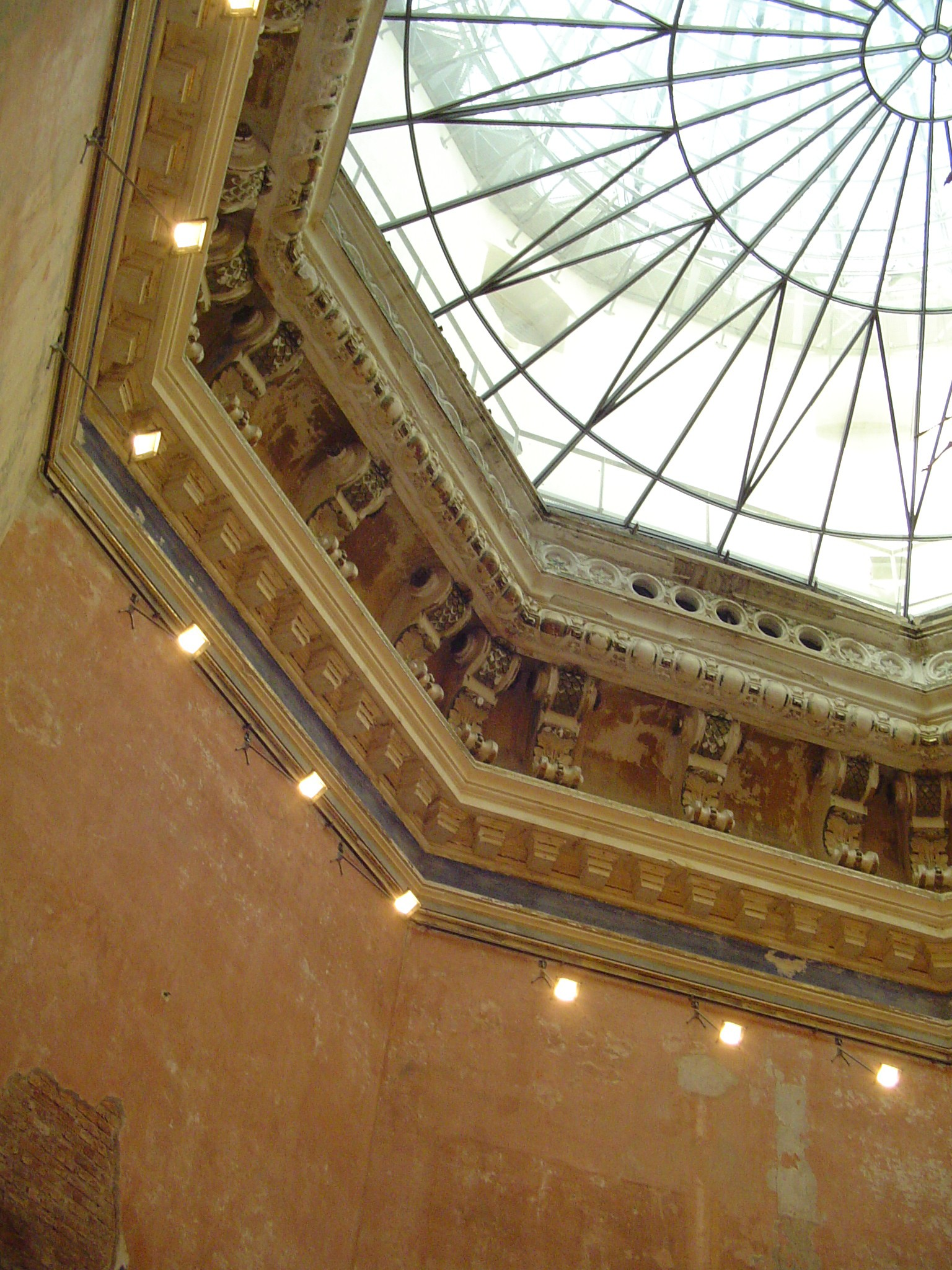
Vista dall'ottagono verso l'alto sullo spremi limoni

Il nord-est del centro storico era fino al XIX secolo un'area riservata murata, inaccessibile al pubblico. Vi si trovavano la zecca di Dresda strettamente protetta e l'arsenale. La Brühlsche Terrasse, invece, su cui si trovava anche il Café Reale, era già stata aperta al pubblico nel 1814. A metà del 1880, cambiò la conformazione di questa parte del centro città. Dal 1884 al 1887 Adolph Canzler diresse il trasferimento dell'armeria al Museo Albertinum. La zecca fu demolita nel 1887 e la coniazione fu spostata nella zecca Muldenhütten. Ciò creò uno spazio aperto più ampio vicino alla Brühlschen Terrasse. 

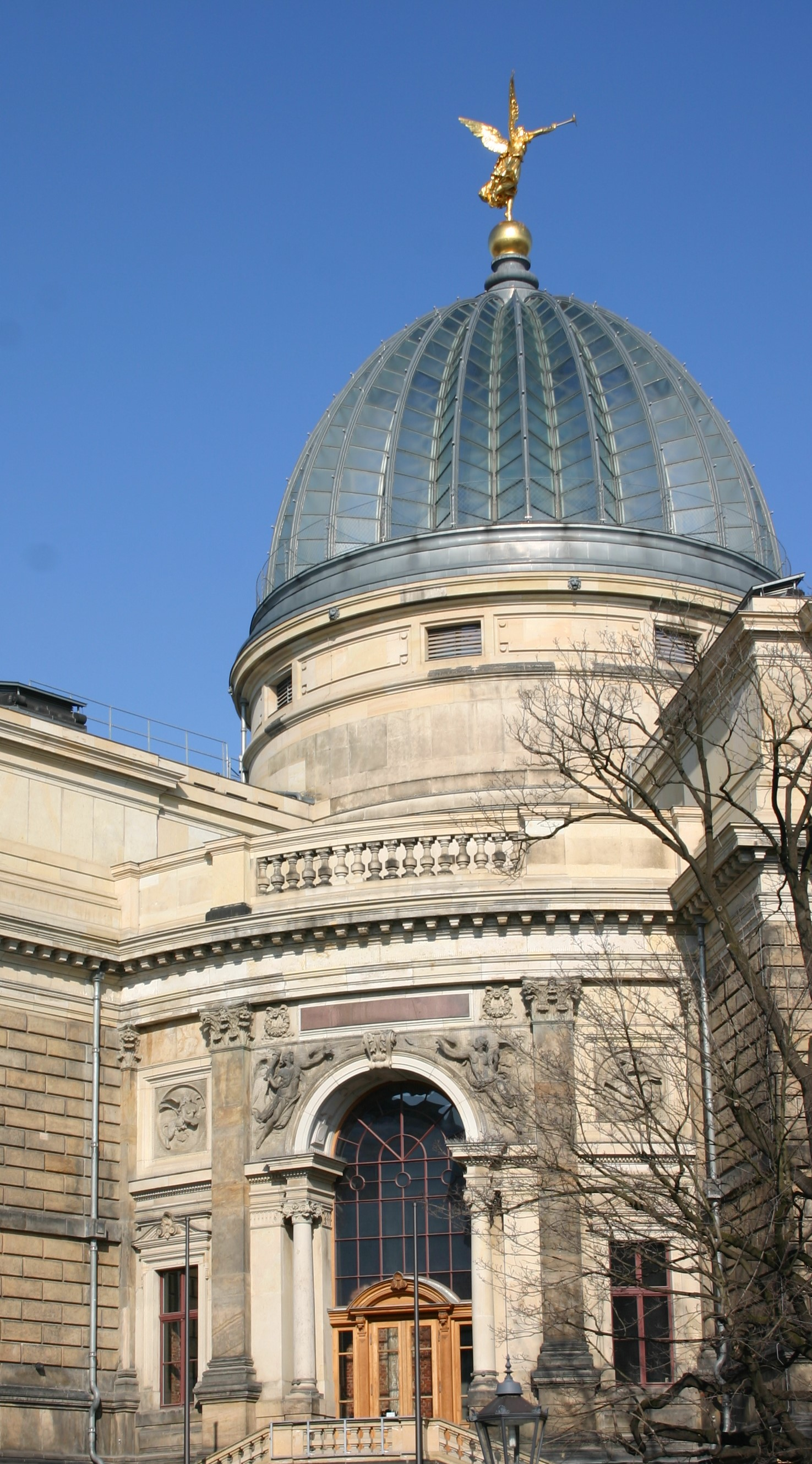
Spremiagrumi, cupola di vetro dell'Accademia d'arte

Il governo del Regno di Sassonia aveva già costruito un nuovo edificio per l'Accademia d'arte, nel 1884, a causa della mancanza di spazio nella vecchia sede. Il fattore decisivo per l'insediamento sulla Brühlschen Terrasse era la posizione nel centro della città, la lunga tradizione dell'Accademia in questa posizione e la possibilità di costruire un edificio con grandi finestre da studio per la luce incidente sul lato nord che non poteva essere ostruita con la costruzione di altre case. Sempre nel 1884, Constantin Lipsius, professore di architettura all'Accademia, venne incaricato della progettazione. Anche Ernst Hähnel venne coinvolto, ma non riuscì a vedere il completamento dell'edificio. 
Tuttavia, per la costruzione fu necessaria la demolizione della Brühlsche Galerie e del Café Reale, che dovettero trasferirsi entrambi nel 1887. In vista di ciò, c'erano state violente controversie tra urbanisti, architetti e cittadini che desideravano una soluzione su scala minore in questo luogo anziché un edificio monumentale. Alla fine, nel 1887, iniziò la costruzione della nuova accademia d'arte con l'edificio espositivo annesso. Dopo sette anni di costruzione, l'edificio fu pronto nel 1894. Le discussioni non si erano placate nemmeno dopo il completamento. L'edificio venne considerato squilibrato e in contrasto con la tradizione costruttiva di Dresda, la decorazione della facciata era considerata sovraccarica e la cupola, che fu presto derisa come spremiagrumi, venne criticata per la sua immediata vicinanza alla Frauenkirche. 
Lo storico dell'arte e studioso di letteratura di Dresda, Fritz Löffler, commentò nel modo seguente nel suo libro Das alte Dresden: "Dal 1891 al 1894, Konstantin Lipsius ha costruito l'Accademia d'arte e la successiva associazione artistica in un punto completamente inadatto sulla Brühlsche Terrasse. Con questo edificio, ha degradato il muro della fortezza. È solo con profondo rammarico che si può pensare alla perdita dei nobili piccoli edifici che Knöffel aveva creato per Brühl. La cupola di vetro dell'Accademia, chiamata "spremiagrumi" dalla popolazione, è un fastidio permanente se vista contro la Frauenkirche. Al suo confronto, l'incoronazione della Fama, di Robert Henze, è diventata un oggetto prezioso."
Tuttavia, oltre all'elevata qualità artistica dei dettagli, è stato riconosciuto il fatto che l'edificio ha consolidato lo status di Dresda come città d'arte e cultura di livello europeo e che ha migliorato il paesaggio urbano come nessun altro edificio dal periodo barocco. Dal 1895 la Königliche Kunstakademie e la Sächsische Kunstverein das Gebäude utilizzarono l'edificio. 
Il 13 e 14 febbraio del 1945, le incursioni aeree su Dresda danneggiarono gravemente il complesso di edifici. Contrariamente alla maggior parte degli edifici circostanti, che sono crollati spesso insieme alle pareti esterne, l'Accademia d'arte è stata preservata, nelle strutture, nonostante gravi danni interni dovuti al fuoco. La ricostruzione è iniziata subito dopo la guerra. Già nel 1952, fu possibile riprendere l'insegnamento nell'edificio. Le ultime ali dell'edificio sono state restaurate nel 1965, e nel 1968 venne realizzata una nuova vetrata sullo spremiagrumi. Tuttavia, una ristrutturazione fondamentale è avvenuta solo dopo l'unificazione tedesca. Lo stato della Sassonia ha sistematicamente rinnovato l'edificio dal 1991 al 2002. Fu solo in questo contesto che la galleria d'arte nell'edificio Lipsius, che era inutilizzabile nell'era della DDR, fu ricostruita e inaugurata nel 2005. Il design dell'edificio espositivo degli architetti Auere Weber, Stoccarda/Monaco di Baviera e Rolf Zimmermann, Dresda, hanno ricevuto il premio di architettura "Nike" nella categoria "Particolare perfezione" nel 2007.